# 当马尔
当马尔（法語：Dampmart，法語發音：[dɑ̃maʁ] ⓘ）是法国法蘭西島大區塞纳-马恩省的一个市镇，属于托尔西区。 

## 地理
当马尔（48°53'12"N, 2°44'6"E）面积5.92 平方千米，位于法国法蘭西島大區塞纳-马恩省，该省份为法国北部内陆省份，北起瓦兹省，西接埃松省、马恩河谷省、塞纳-圣但尼省和瓦兹河谷省，南至卢瓦雷省，东南接约讷省，东临马恩省和奥布省，东北接埃纳省。
与当马尔接壤的市镇（或旧市镇、城区）包括：马恩河畔托里尼、马恩河畔阿内、沙利费尔、谢西、雅布利讷、马恩河畔拉尼、蒙泰夫兰。

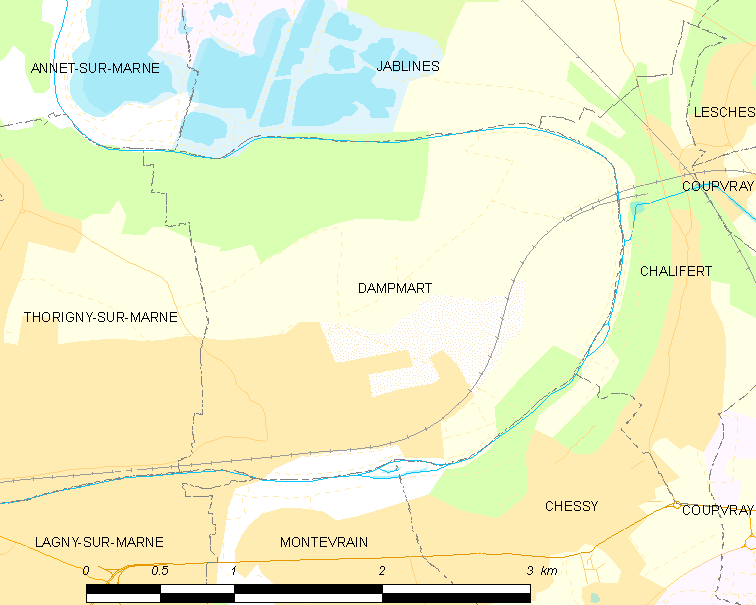
当马尔的OSM定位图

当马尔的时区为UTC+01:00、UTC+02:00（夏令时）。

## 行政
当马尔的邮政编码为77400，INSEE市镇编码为77155。

## 政治
当马尔所属的省级选区为马恩河畔拉尼县。

## 人口

1962-2008年间当马尔人口变化图示

当马尔于2022年1月1日时的人口数量为3655人。